# Eugenia rimosa
Eugenia rimosa är en myrtenväxtart som beskrevs av Charles Wright. Eugenia rimosa ingår i släktet Eugenia och familjen myrtenväxter.
Artens utbredningsområde är Kuba. Inga underarter finns listade i Catalogue of Life.